# Павле Бихали (активиста)
Павле Бихали (Београд, 29. јануар 1982) српски је активиста за права животиња и политичар. Председник је покрета Левијатан и Српско-руског покрета. Његов деда Павле Бихали био је књижевник.

## Биографија
Рођен је 1982. године у Београду у старој српско-јеврејској породици. Његов деда, Павле Бихали био је српски издавач, књижевник и преводилац јеврејско-мађарског порекла, кога је према документима погубио Гестапо, док Бихали наводи да су му деду убили комунисти. Бихалијев деда-стриц био је Ото Бихали Мерин, историчар уметности и ликовни критичар јеврејског порекла.
Као дете, Бихали је имао мању улогу у српској ТВ серији Срећни људи. Године 2004. био је кандидат Покрета снага Србије на локалним изборима у Београду.
Некадашњи члан Левијатана и Бихалијев помоћник их је оптужио да су блиско повезани с министром полиције Александром Вулином.

## Покрет Левијатан
Године 2015. Бихали је основао Покрет Левијатан, организацију за заштиту животиња. Од тада је ова организација брзо привукла пажњу и постала највећа организација за заштиту животиња у Србији и на простору бивше СФРЈ. Покрет је 2016. постао популаран када су се на друштвеним мрежама појавили видео записи чланова организације који спашавају животиње, као и видео записи на којима се нуде накнаде за информације о злостављачима животиња. Поред заштите животиња, покрет се бави и политичким питањима, углавном о илегалној миграцији.
Левијатан је од стране неких медија критикован јер наводно угрожава људска права.
У мају 2021. повереник за заштиту равноправности је наложио Покрету Левијатан да престане са објављивањем дискриминаторних садржаја и да уклони већ постојећи садржај којим наводно подстиче мржњу према Ромима.

## Контроверзе
Иако је јеврејскога порекла, Бихали често повезан с нацистичким симболима. На руци има тетоважу „мртвачке главе [која је] идентична симболу СС дивизије 'Тотенкопф'”, која је чувала и обезбеђивала концентрационе логоре и која је одговорна за Холокауст. Производио је такође мајице за Левијатан који на леђима имају истог орла као и Трећи рајх.
Бихалијев бивши најближи помоћник Борис Кнежевић је изјавио да су Левијатан и Бихали блиски сарадници министра полиције Александра Вулина.